# سهره‌های آبی
سهره‌های آبی (نام علمی: Uraeginthus)، یک سرده از پرندگان دانه‌خوار کوچک از خانواده سهرگان ریز است که در جنوب صحرای آفریقا یافت می‌شود.
این سرده توسط پرنده‌شناس آلمانی ژان کابانیس در سال ۱۸۵۱ معرفی شد و گونه نماد متعاقباً به‌عنوان سهره آبی گونه‌سرخ انتخاب شد. نام Uraeginthus ترکیبی از واژه‌های یونانی Oura «دم» و aiginthos برای یک پرنده ناشناخته، شاید یک سهره است.
این سرده سه گونه دارد.